# XXX Premis de la Unión de Actores
La XXX edició dels Premis de la Unión de Actores va tenir lloc el 14 de març de 2022 per a premiar l'excel·lència en interpretacions en cinema, televisió i teatre espanyol dels anys 2020 i 2021. Les nominacions foren anunciades el 7 de febrer de 2022.
A causa de situació per la pandèmia de COVID-19 durant l'any 2020, la cerimònia que corresponia a l'any 2021 premiant el millor de 2020 no es va realitzar ni es van anunciar nominats, per la qual cosa la trentena edició contempla produccions que hagin estat exhibides o presentades entre l'1 de desembre de 2019 i el 30 de novembre de 2021, estenent el seu calendari. La cerimònia d'entrega de premis va tenir lloc al Teatro Circo Price, on fou dirigida per Yolanda García Serrano i presentada per Gloria Albalate. La majoria dels premis en la categoria de cinema van anar a parar als participants d' El buen patrón, mentre que en televisió i teatre van anar més repartida.

## Guanyadors i nominats

### Premi a Tota una vida
- Ángela Molina

### Premi Especial
- Asociación para la Prevención, Reinserción y Atención de la Mujer Prostituida (Apramp)

### Menció d'Honor Mujeres en Unión
- Pilar Bardem

### Cinema
| Millor actor protagonista | Millor actriu protagonista |
| --- | --- |
| - Javier Bardem – El buen patrón com Julio Blanco - Javier Gutierrez – La hija com Javier - Luis Tosar – Maixabel com Ibon Etxezarreta                   | - Petra Martínez – La vida era eso com María - Penélope Cruz – Madres paralelas com Janis Martínez Moreno - Blanca Portillo – Maixabel com Maixabel Lasa |
| Millor actor secundari | Millor actriu secundària |
| - Óscar de la Fuente – El buen patrón com José - Urko Olazabal – Maixabel com Luis Carrasco - Manolo Solo – El buen patrón com Miralles                  | - Sonia Almarcha – El buen patrón com Adela - Anna Castillo – La vida era eso com Verónica - Aitana Sánchez-Gijón – Madres paralelas com Teresa Ferreras |
| Millor actor de repartiment | Millor actriu de repartiment |
| - Fernando Albizu – El buen patrón com Román - Pedro Casablanc – Explota explota com Celedonio Cuesta - Fernando Tejero – La casa del caracol com Editor | - Arantxa Aranguren – Maixabel com Carmen - Mara Guil – El buen patrón com Aurora - Carolina Yuste – Chavalas com Desi                                   |

### Televisió
| Millor actor protagonista | Millor actriu protagonista |
| --- | --- |
| - Javier Cámara – Venga Juan com Juan Carrasco - Raúl Arévalo – Antidisturbios com Diego López Rodero - Alex García – Antidisturbios com Alexánder Parra Rosales | - Candela Peña – Hierro com Jutgessa Candela Montes - Úrsula Corberó – La casa de papel com Silene Oliveira "Tokio" - Michelle Jenner – La cocinera de Castamar com Clara Belmonte |
| Millor actor secundari | Millor actriu secundària |
| - Fernando Cayo – La casa de papel com Luis Tamayo - Alfonso Bassave – Estoy vivo com David Aranda Jiménez - Karra Elejalde – La Fortuna com Enrique Moliner     | - Ana Labordeta – Madres. Amor y vida com Vicky Ruano - Belén Cuesta – La casa de papel com Julia Martínez "Manila" - Natalia Verbeke – Ana Tramel. El juego com Concha Andújar    |
| Millor actor de repartiment | Millor actriu de repartiment |
| - Patrick Criado – Antidisturbios com Rubén Murillos - Alberto Amarilla – La casa de papel com Ramiro Vásquez - Secun de la Rosa – 30 monedas com Martín         | - Roser Pujol – La cocinera de Castamar com Carmen del Castillo - Ester Expósito – Veneno com Machús Osinaga - Rebeca Sala – HIT com Carla                                         |

### Teatre
| Millor actor protagonista | Millor actriu protagonista                                                                                                   |
| --- | --- |
| - Juan Diego Botto – Una noche sin luna - Francesco Carril – El bar que se tragó a todos los españoles - Jorge Usón – Con lo bien que estábamos (Ferretería Esteban) | - Silvia de Pé – El caballero incierto' - Ana Belén – Antonio y Cleopatra - Nathalie Poza – Prostitución                     |
| Millor actor secundari | Millor actriu secundària |
| - Jesús Noguero – El bar que se tragó a todos los españoles - Jorge Calvo – Las criadas - Eduardo Velasco – La fiesta del chivo                                      | - Alba Flores – Shock 2 (La tormenta y la guerra) - Patricia Domínguez – Noche de reyes - Diana Palazón – Los pazos de Ulloa |
| Millor actor de repartiment | Millor actriu de repartiment                                                                                                 |
| - Guillermo Toledo – Shock 1 (El cóndor y el puma) - Luis Rallo – Antonio y Cleopatra - José Luis Torrijo – Nápoles millonaria                                       | - Alba Enríquez – Troyanas - Verónica Ronda – Histeria del arte - Elisa Hipólito – Billy Elliot, el musical                  |

### Producció internacional
| Millor actor | Millor actriu |
| --- | --- |
| - Ginés García Millán – ¿Quién mató a Sara? com César Lazcano - Javier Bardem – Dune com Stilgar - Álvaro Morte – La rueda del tiempo com Logain Ablar | - Ana de Armas – No Time to Die com Paloma - Penélope Cruz – Competencia oficial com Lola Cuevas - Lola Casamayor – Luis Miguel: la serie com Matilde |

### Revelació
| Millor actor revelació | Millor actriu revelació |
| --- | --- |
| - Tarik Rmili – El buen patrón com Khaled - Jean Cruz – La cocinera de Castamar com Gabriel de Castamar - Víctor Palmero – Johnny Chico com Johnny | - Almudena Amor – El buen patrón com Liliana - Esther Isla – Los pazos de Ulloa - Begoña Vargas – Las leyes de la frontera com Tere |